# Утконосівська сільська рада
Утконо́сівська сільська́ ра́да — колишня адміністративно-територіальна одиниця та орган місцевого самоврядування в Ізмаїльському районі Одеської області. Адміністративний центр — село Утконосівка.

## Загальні відомості
Утконосівська сільська рада утворена в 1945 році.
- Територія ради: 77 км²
- Населення ради: 4 316 осіб (станом на 2001 рік)
- Водоймища на території, підпорядкованій даній раді: річка Ташбунари, озеро Котлабух

## Населені пункти
Сільській раді підпорядковані населені пункти:
- с. Утконосівка

## Населення
Згідно з переписом 1989 року населення сільської ради становило 4254 особи, з яких 2032 чоловіки та 2222 жінки.
За переписом населення 2001 року в сільській раді мешкало 4300 осіб.

### Мова
Розподіл населення за рідною мовою за даними перепису 2001 року:
| Мова       | Відсоток |
| ---------- | -------- |
| молдовська | 90,57 %  |
| російська  | 3,29 %   |
| українська | 3,04 %   |
| болгарська | 2,02 %   |
| румунська  | 0,28 %   |
| гагаузька  | 0,25 %   |
| циганська  | 0,16 %   |
| білоруська | 0,02 %   |

## Склад ради
Рада складається з 20 депутатів та голови.
- Голова ради:
- Секретар ради: Кірвас Інна Юріївна

### Керівний склад попередніх скликань
| Прізвище, ім'я, по батькові | Основні відомості                                    | Дата обрання | Дата звільнення |
| --------------------------- | ---------------------------------------------------- | ------------ | --------------- |
| Опря Дмитро Андрійович      | Сільський голова, 1971 року народження, безпартійний | 26.03.2006   | 31.10.2010      |

Примітка: таблиця складена за даними сайту Верховної Ради України

### Депутати
За результатами місцевих виборів 2010 року депутатами ради стали:

#### За суб'єктами висування
| Суб'єкт висування | Кількість обраних депутатів | %  |
| ----------------- | --------------------------- | -- |
| Самовисування     | 16                          | 80 |
| Народна партія    | 4                           | 20 |

#### За округами
| № округу       | Прізвище, ім'я, по батькові  | Дата визнання обраним | Освіта  | Партійна приналежність             | Відомості про обраного депутата                                                                                              |
| -------------- | ---------------------------- | --------------------- | ------- | ---------------------------------- | --- |
| Народна Партія |                              |                       |         |                                    | |
| 2              | Чернобай Іван Федорович      | 04.11.2010            | вища    | член Народної партії               | Ізмаїльська дитяча юнацька спортивна школа № 2, директор                                                                     |
| 12             | Станчу Ігор Андрійович       | 04.11.2010            | вища    | член Народної партії               | СК «Вікторія», головний агроном                                                                                              |
| 16             | Козьма Іван Георгійович      | 04.11.2010            | вища    | член Народної партії               | СК «Вікторія», завідувач млином                                                                                              |
| 17             | Нівня Дмитро Арсентійович    | 04.11.2010            | вища    | член Народної партії               | СК «Вікторія», зооінженер |
| Самовисування  |                              |                       |         |                                    | |
| 1              | Тудоран Парасковія Федорівна | 04.11.2010            | середня | член Партії пенсіонерів України    | пенсіонер |
| 3              | Бабаян Ігор Віталійович      | 04.11.2010            | вища    | позапартійний                      | комунальна організація Одеської обласної ради "Агентство транскордонного співробітництва «Еврорегіон Нижній Дунай», директор |
| 4              | Боткалу Дмитро Петрович      | 04.11.2010            | середня | позапартійний                      | Утконосівська спеціальна школа-інтернат, вчитель                                                                             |
| 5              | Кірвас Інна Юріївна          | 04.11.2010            | вища    | позапартійна                       | Утконосівська загальноосвітня школа, заступник — директора з виховної роботи                                                 |
| 6              | Кулава Андрій Дмитрович      | 04.11.2010            | вища    | позапартійний                      | Державна інспекція захисту рослин Ізмаїльського району, провідний спеціаліст                                                 |
| 7              | Тудоран Катерина Миколаївна  | 04.11.2010            | вища    | позапартійна                       | тимчасово не працює |
| 8              | Нівня Іван Анжелович         | 04.11.2010            | вища    | позапартійний                      | Утконосівська загальноосвітня школа, вчитель                                                                                 |
| 9              | Булгару Дмитро Георгійович   | 04.11.2010            | середня | позапартійний                      | тимчасово не працює |
| 10             | Іовчу Дмитро Федорович       | 04.11.2010            | вища    | член Соціалістичної партії України | Утконосівська загальноосвітня школа, вчитель                                                                                 |
| 11             | Козьма Андрій Спиридонович   | 04.11.2010            | середня | позапартійний                      | Утконосівська сільська рада, сторож                                                                                          |
| 13             | Чернобай Марія Валентинівна  | 04.11.2010            | вища    | позапартійна                       | відпустка по догляду за дитиною                                                                                              |
| 14             | Киріяк Марія Федорівна       | 04.11.2010            | середня | позапартійна                       | Утконосівська сільська рада, бухгалтер                                                                                       |
| 15             | Каракач Лариса Павлівна      | 04.11.2010            | вища    | позапартійна                       | Утконосівська сільська рада, секретар                                                                                        |
| 18             | Тудоран Іван Іванович        | 04.11.2010            | вища    | позапартійний                      | Утконосівська спеціальна школа-інтернат, вчитель                                                                             |
| 19             | Чепой Дмитро Іванович        | 04.11.2010            | середня | член Народної партії               | СК "Вікторія ", старший енергетик                                                                                            |
| 20             | Чепой Олександр Дмитрович    | 04.11.2010            | середня | позапартійний                      | дитяча юнацька спортивна школа, тренер викладач з вільної боротьби                                                           |